# Trittenheim
Trittenheim település Németországban, Rajna-vidék-Pfalz tartományban. Lakosainak száma 1084 fő (2023. december 31.).

## Népesség
A település népességének változása:
| Lakosok száma | 1015 | 1011 | 1068 | 1083 | 1084 |
|               | 2017 | 2019 | 2021 | 2022 | 2023 |